# Wick (Worcestershire)
Wick – wieś w Anglii, w hrabstwie Worcestershire, w dystrykcie Wychavon. Leży 16 km na południowy wschód od miasta Worcester i 149 km na północny zachód od Londynu.